# 时小福
时小福（1846年—1900年）。名庆，字赞卿，别名小馥，一字纫之，号琴香，堂号绮春。有绮春主人之称，祖籍江苏苏州府吴县，清末京剧青衣演员。为同光十三绝之一。
曾为清朝内廷供奉、清宫教习，出师后自主绮春堂，后继梅巧玲主四喜班。兼任及“精忠庙”庙首。时小福嗓音委婉，吐字发音真切，但仍不脱徽调味道，唱法属阳刚性质，唱腔极富情韵，有“天下第一青衣”之誉。唱、做工稳，腔调上取胡喜禄、梅巧玲两家之长加以发展，并吸收昆腔唱法，吐字真切，声调激亢，情韵兼备，且昆乱皆精。时小福为人重义，喜交文士。弟子很多，以“仙”字序，其中吴菱仙为梅兰芳的蒙师。所演《三娘教子》（为四喜班中一绝），与孫菊仙的《御碑亭》并称。代表作有《阳关折柳》、《桑园会》、《六月雪》、《斩窦娥》、《汾河湾》、《二进宫》、《玉堂春》、《彩楼配》等。四子时慧宝。